# To Sir, with Love II
To Sir, with Love II é um filme estadunidense de 1997, lançado diretamente para televisão. O filme é uma continuação do longa de 1967 To Sir, with Love e traz de volta Sidney Poitier no papel principal.

## Elenco
- Sidney Poitier como Mark Thackeray
- Christian Payton como Wilsie Carrouthers
- Dana Eskelson como Evie Hillis
- Fernando López como Danny Laredo
- Casey Lluberes como Rebecca Torrado
- Michael Gilio como Frankie Davanon
- LZ Granderson como Arch Carrouthers
- Bernadette L. Clarke como LaVerne Mariner
- Jamie Kolacki como Stan Cameli
- Saundra Santiago como Louisa Rodriguez
- Cheryl Lynn Bruce como Emily Taylor
- Daniel J. Travanti como Horace Weaver
- Lulu como Barbara Pegg
- Judy Geeson como Pamela Dare
- Kris Wolff como Billy Lopatynski
- Mel Jackson como Tommie Rahwn
- John Beasley como Greg Emory
- Antonia Bogdanovich como Lynn Guzman
- Jason Winer como Leo Radatz